# Lucas 2

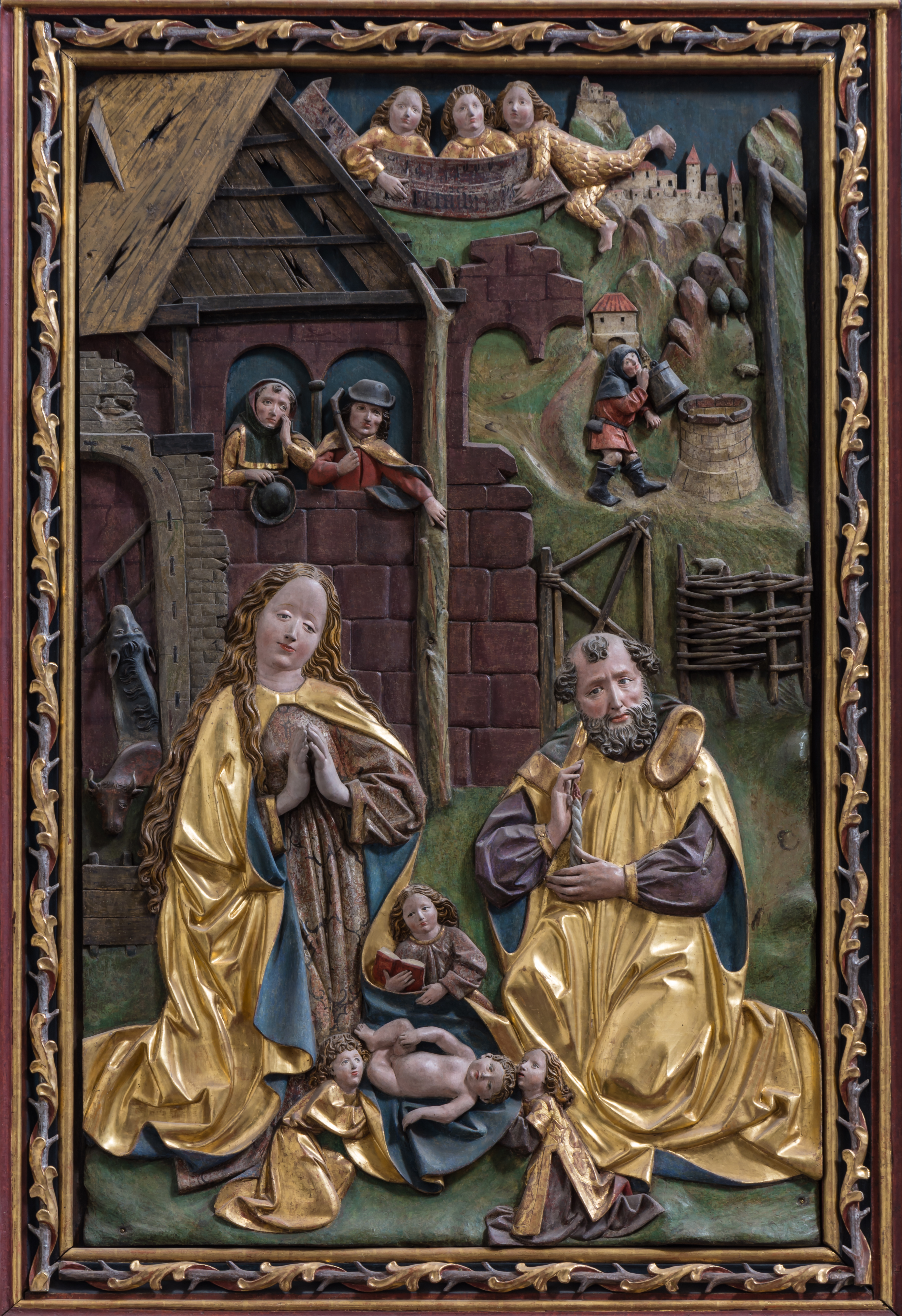
Nascimento de Jesus.
Relevo em Jauerling, na Áustria.

Lucas 2 é o segundo capítulo do Evangelho de Lucas no Novo Testamento da Bíblia e conta sobre o nascimento de Jesus e um evento de sua infância. 

## Nascimento de Jesus
De acordo com o Evangelho de Lucas, Augusto teria ordenado a realização de um censo de «...todo o mundo» (Lucas 2:1) durante o governo de Quirino na Sìria que levou José e Maria, que viviam em Nazaré, tiveram que viajar para Jerusalém. Durante o trajeto, enquanto estavam em Belém, a cidade-natal do rei Davi, Jesus nasceu.

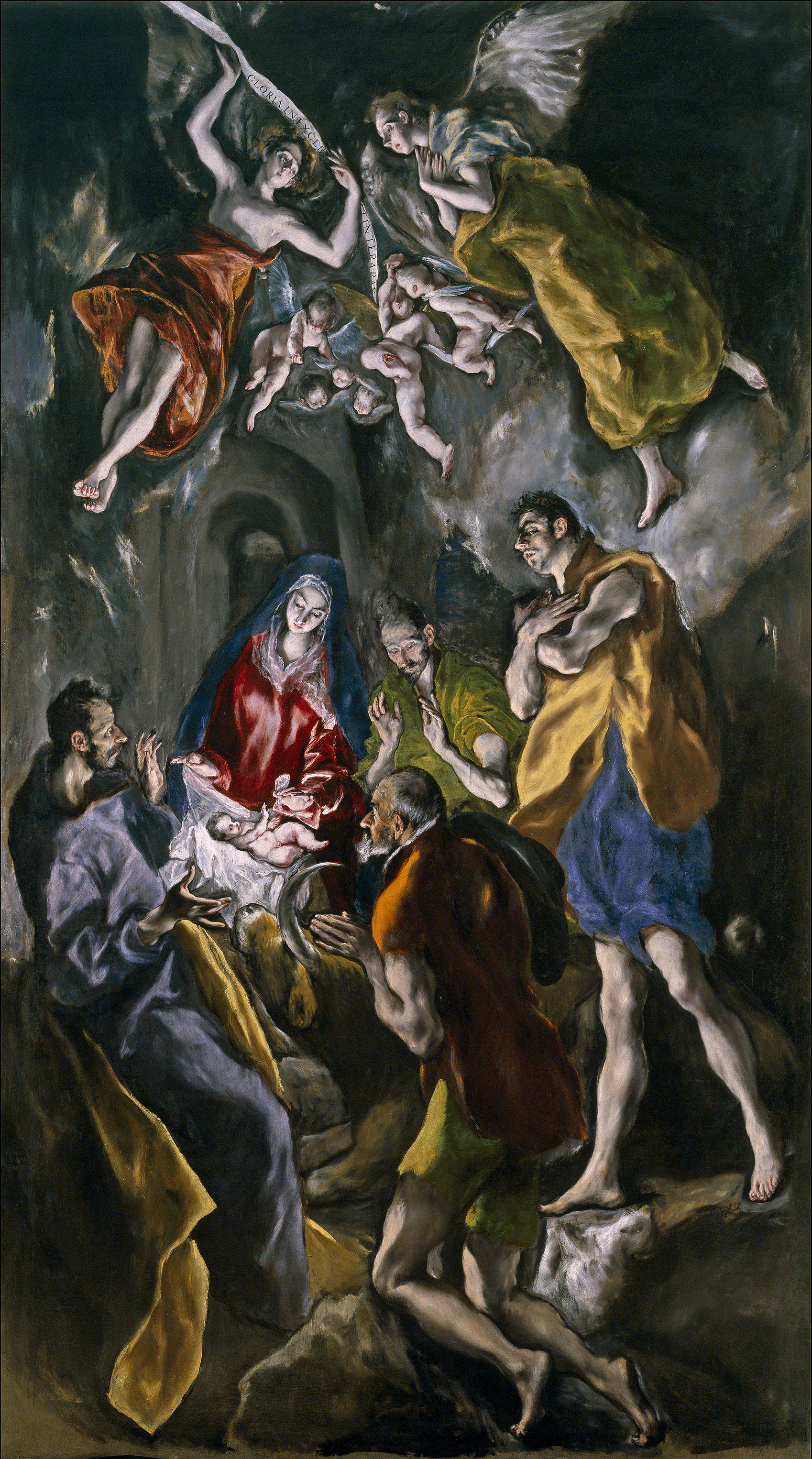
Adoração dos Pastores.
1612-1614. Por El Greco, atualmente no Museu do Prado, em Madrid.

Não há registro histórico de um censo com estas características. O imperador Augusto ordenou censos dos cidadãos romanos em 28 a.C., 8 a.C. e 14 d.C., mas claramente estes não teriam nada a ver com José e sua família, que não era cidadão romano. Acredita-se que seja uma referência ao censo provincial conduzido por Quirino na Judeia e Síria em 6 ou 7 d.C. Lucas, porém, implica, em Lucas 1:5, que João e Jesus teriam sido concebidos durante o reinado de Herodes, o Grande, que morreu em 4 a.C., uma década antes. Se Jesus foi concebido nesta época, então Lucas deve ter se enganado sobre Jesus tendo nascido durante o censo. Segundo Mateus 2:1, Jesus teria nascido na época de Herodes, corroborando Lucas, mas não cita o censo e pode ser interpretado como indicando que a família vivia em Belém; ambos concordam que Jesus foi criado em Nazaré.

## Anjos e pastores
Lucas então fala de pastores trabalhando perto do local do nascimento e que foram visitados por um anjo, que lhes contou que, em Belém, a «...cidade de Davi [nasceu] um Salvador, que é Cristo Senhor.» (Lucas 2:11) Mais anjos apareceram e Lucas relata que os anjos cantaram o "Gloria in excelsis Deo". Depois que eles voltaram para o céu e os pastores foram até Belém para encontrar pessoalmente José, Maria e o Menino Jesus. Eles então «divulgaram o que se lhes havia dito» (Lucas 2:17) sobre os anjos e Jesus e voltaram para seus rebanhos.
Lucas não menciona os reis Magos, nem o "Massacre dos Inocentes" e nem a "Fuga para o Egito", encontrados em Mateus 2.

## Circuncisão
Lucas 2:21 conta como José e Maria circuncidaram seu bebê no oitavo dia de seu nascimento e o chamaram de Jesus, como o arcanjo Gabriel havia pedido que Maria fizesse em Lucas 1:31.

## Apresentação de Jesus no Templo
Segundo o Levítico 12, uma mulher ficava ritualmente impura por quarenta dias depois de dar à luz um menino. Depois deste período, José e Maria levaram-no para o Templo para completar a purificação ritual de Maria e também para realizar o sacrifício especificado pela Lei Mosaica. Lucas afirma explicitamente que José e Maria escolheram a opção prevista para os mais pobres, que não podiam comprar um cordeiro, em Levítico 12:8, sacrificando «um par de rolas ou dois pombinhos.» (Lucas 2:24)
No Templo, eles encontraram com Simeão e Ana. O primeiro estava esperando pelo «Cristo do Senhor» (Lucas 2:26) e acredita que Jesus é ele. Lucas relata que ele recita o "Nunc Dimittis" (conhecido também como "Cântico de Simeão"). Ana, uma velha viúva que passou a vida toda no Templo rezando, aparece e também louva a Jesus.

## Menino Jesus no Templo
O Evangelho de Lucas então fornece a única história da infância de Jesus nos quatro evangelhos canônicos. Quando Jesus tinha doze anos, sua família viajou para Jerusalém para o festival da Páscoa judaica. Depois do festival, José e Maria partem com um grande grupo de parentes e amigos, mas, depois de um dia, eles percebem que Jesus não está no grupo. Eles voltam para Jerusalém e, depois de três dias procurando por ele no Templo, o encontram entre os doutores que ensinavam no local. Furiosos, os dois o admoestam, mas Jesus responde que eles deviam saber onde ele estaria: «Por que me procuráveis? não sabíeis que eu devia estar na casa de meu Pai?» (Lucas 2:49) Naquele momento, sua família não entende sobre o quê ele estava falando e todos voltam juntos para Nazaré.